# Oliver Rabe
Oliver Rabe (* 4. Oktober 1972 in Tettnang) ist ein deutscher Landespfleger und politischer Beamter. Seit 30. Juni 2022 fungiert er als Staatssekretär im Finanzministerium des Landes Schleswig-Holstein.

## Leben
Rabe absolvierte von 1989 an eine Ausbildung zum Industriemechaniker für Geräte- und Feinwerktechnik und war in der Folge bis 1993 beim ZF Friedrichshafen beschäftigt. Von 1993 bis 1994 absolvierte er einen Zivildienst im Naturschutzzentrum Bad Wurzach, ehe er bis 2000 ein Studium der Landespflege an der Hochschule Anhalt absolvierte. 2000 bis 2001 war er als angestellter Landschaftsarchitekten in Lübeck, ehe er 2001 in den Staatsdienst eintrat. In der schleswig-holsteinischen Landesverwaltung war er im Umweltministerium in den Bereichen Naturschutz und Landespflege eingesetzt, ab 2010 war er Landtagsreferent. 2012 übernahm Rabe die Ressortkoordinierung von Ministerpräsident Torsten Albig in der Staatskanzlei des Landes Schleswig-Holstein. Nach dem Regierungswechsel und der Bildung des Kabinetts Günther I im Jahr 2017 übernahm er die Leitung des Ministerinnenbüros von Monika Heinold im Finanzministerium des Landes Schleswig-Holstein. Im Zuge der Bildung des Kabinetts Günther II im Juni 2022 wurde er, neben Silke Torp, zum Staatssekretär dieses Ministeriums berufen.
Rabe ist verheiratet und Vater von fünf Kindern.